# Python (película)
Python es una película para televisión estadounidense del año 2000 dirigida por Richard Clabaugh y protagonizada por Frayne Rosanoff, William Zabka, Wil Wheaton, Casper Van Dien, Jenny McCarthy, Keith Coogan, Robert Englund y Dana Barron.
La película trata sobre una serpiente genéticamente modificada, un pitón, que escapa y se desata en un pequeño pueblo. Incluye el clásico escenario de la chica final evidente en películas como Viernes 13. Fue filmado en Los Ángeles y Malibú, California.
Python fue seguida por tres secuelas: Pythons 2 (2002) y Boa vs. Python (2004), las cuales también son películas para televisión.

## Sinopsis
Un avión que lleva una extraña carga se estrella cerca de una pequeña población estadounidense llamada Ruby. La carga es nada menos que una serpiente pitón genéticamente modificada en el sur de Asia, con un tamaño más grande de lo normal, una gran velocidad y un voraz apetito por la carne humana.

## Argumento
La tripulación de un avión se pone nerviosa cuando la carga que transporta comienza a hacer ruidos y a desplazarse. Cuando uno de los tripulantes abre la caja, el piloto escucha gritos desde la parte de atrás. Algo lo ataca y hace que el avión se estrelle cerca de un pueblo llamado Ruby. La carga sobrevive al accidente y comienza a atacar a los ciudadanos de Ruby, comenzando por Lisa Johnson (Lori Dawn Messuri) y Roberta Keeler (Kathleen Randazzo), una pareja de lesbianas que estaba acampando en el bosque.
Al día siguiente, en un pozo de natación, John Cooper (Frayne Rosanoff), su novia Kristin (Dana Barron), su mejor amigo Tommy (Wil Wheaton), y la novia de Tommy Theresa (Sara Mornell) encuentran una pitón birmana que pertenece a Lisa, una de las mujeres muertas. El comisario Greg Larson (William Zabka) aparece, mencionando que Lisa está desaparecida y toma la serpiente. Momentos después, se encuentra el cuerpo de Lisa, que parece haber sido corroído por los ácidos. Greg sospecha de John, ya que trabaja en una planta que utiliza ácidos. Para complicar las cosas, Greg también es el ex prometido de Kristin, y ella lo dejó cuando su primer amor regresó a la ciudad.
El científico Anton Rudolph (Robert Englund) está hablando con el agente especial de la NSA Parker (Casper Van Dien), explicando que la carga es una pitón reticulada anormalmente grande que ha sido modificada genéticamente en el sudeste asiático, mezclando varias especies. En palabras del Dr. Rudolph, es "una máquina de matar perfecta, un vehículo todo terreno de 129 pies de largo capaz de velocidades superiores a 50 millas por hora, con una piel que puede desviar una ronda antitanque, una mejor visión nocturna y un apetito voraz por la carne humana". El equipo de la NSA planea un asalto contra la serpiente, con la esperanza de matarla discretamente antes de que coma más personas.
La serpiente mata a Kenny Summers (Scott Williamson), un agente de bienes raíces, y a Francesca Garibaldi (Jenny McCarthy), una cliente del mismo. Luego, deja atrás a la cliente y el cuerpo de Roberta, la otra lesbiana. John entra cuando la serpiente se va, lo que aumenta las sospechas contra él. El sheriff cierra la planta de su hermano Brian Cooper (Chris Owens), lo que aumenta las tensiones entre Brian y él. Cuando John sale de la planta, se encuentra con el auto de Greg y con que su bicicleta está dañada. Terminan en una pelea a puñetazos, principalmente por Kristin, aunque finalmente se reconcilian. Cuando se encuentra el cuerpo del agente inmobiliario con el mismo daño por ácido, el sheriff ordena que arresten a John. Kristin le grita a Greg cuando vienen a arrestar a John, pero él dice que no cree que John sea el asesino.
Llegan el equipo de la NSA y Rudolph, contando al sheriff una historia sobre un agente deshonesto psicótico encarcelado en una unidad psiquiátrica militar que escapó y está cometiendo los asesinatos. Al principio, no les cree, pero vuelve a la oficina y libera a John. Kristin, Tommy, Theresa y él planean irse de viaje a la mañana siguiente.
La NSA establece una base en un centro de tratamiento de agua. Usan el radar para encontrar dónde es probable que esté la serpiente, luego hacen que la policía establezca un perímetro para mantener a las personas fuera de la zona. Creyendo que la serpiente está durmiendo, el equipo desperdicia la mayor parte de sus municiones en la piel del cobertizo de la serpiente. El agente Parker se da cuenta de que la serpiente los atrajo usando su piel como señuelo. La serpiente llega y mata a Parker y al equipo; solo Rudolph sobrevive después de mantenerse completamente inmóvil frente a la criatura.
La ducha matutina de Theresa es interrumpida por la serpiente. Aunque logra escapar, la serpiente se come a Tommy. Theresa se aleja en su camioneta, pero la serpiente la sigue. Después de una persecución, la serpiente se pone delante de ella y le arranca el eje de tracción trasera, deshabilitando la camioneta. Ella se escapa de nuevo y se esconde en una grieta.
Cuando Tommy y Theresa no llegan para recogerlos, John y Kristin van a buscarlos y encuentran la camioneta destrozada. Theresa intenta advertirles cuando la serpiente viene a atacarlos, pero no pueden escucharla. John y Kristin se escapan usando las bicicletas de Tommy y Theresa de la camioneta. Llegan al centro de tratamiento de agua, donde Theresa se une a ellos, y encuentran a Rudolph en estado de shock. El grupo se da cuenta de que deben hacer algo con respecto a la serpiente o llegará al pueblo. Llaman a Greg por radio y le informan sobre un plan que han ideado.
Atraen a la serpiente a la planta de tratamiento de agua haciendo que persiga a John a través de un pozo, mientras colocan una bomba cerca de la entrada. Kristin deja caer una línea por otro pozo para que John escape. Los otros dos escapan por la puerta normal, donde Greg está esperando para llevarlos al otro pozo. Sacan a John y la pitón no puede subir por el eje. Atrapada en el túnel, la pitón regresa a la entrada de la puerta. El grupo regresa a la entrada para disparar la bomba, pero no logra ser detonada. Rudolph dice que la serpiente debe haber arrancado la antena cuando se estrelló contra el búnker, por lo que deja a su serpiente mascota con Kristin y vuelve corriendo para reiniciarla. Mientras Rudolph restablece la carga, la serpiente lo confronta, pero puede tener éxito en su tarea. Las cargas se detonan, matando a Rudolph y los otros cuatro celebran su éxito, pero la serpiente sobrevive una vez más.
Huyen en el auto de la policía de Greg y elaboran un nuevo plan para penetrar en la piel de la serpiente atrayendo a la serpiente a un tanque de ácido en la planta de recubrimiento de John. Una vez ahí, John actúa como cebo una vez más, mientras que Kristin usa un cabrestante para empujar la parte inferior de la serpiente hacia uno de los tanques, haciendo que la serpiente sea destripada y muerta por el ácido.
Seis meses después, Greg ha sido aceptado en Quantico para ser un agente del FBI, la planta ha sido reabierta como un bar y tienda de bicicletas, donde la piel de la serpiente se usa como herramienta de ventas, y John descubre que Kristin y él pronto tendrán un hijo.

## Reparto
- Frayne Rosanoff es John Cooper.
- Robert Englund es Anton Rudolph.
- Casper Van Dien es Bart Parker.
- William Zabka es Greg Larson.
- Dana Barron es Kristin.
- Sara Mornell es Theresa.
- Wil Wheaton es Tommy.
- Jenny McCarthy es Francesca Garibaldi.
- Chris Owens es Brian Cooper.
- Sean Whalen es Lewis Ross.
- Gary Grubbs es Griffin Wade.
- Theo Pagones es Dootsen.
- Scott Williamson es Kenny Summers.
- David Bowe es Boone.
- Keith Coogan es Lenny.
- John Franklin es Floyd Fuller.
- Lori Dawn Messuri es Lisa Johnson.
- Kathleen Randazzo es Roberta Keeler.

## Recepción
Python recibió críticas mixtas. Los especialistas alabaron las actuaciones del reparto, pero criticaron los efectos especiales y el guion.